# 无冬城
无冬城(Neverwinter)是桌面角色扮演游戏《龙与地下城》的被遗忘的国度设定中的一个城邦。它由Halueth Never领主建立，坐落于费伦大陆西北海岸，现任领主是人类战士Nasher Alagondar。
根据龙与地下城第四版的设定，无冬城在法术瘟疫（Spellplague）中被摧毁，其人口流散各地。
无冬城将是被遗忘国度设定未来的发展重点，在R·A·萨尔瓦多的新三部曲小说中，崔斯特·杜垩登参与了无冬城的重建。一款设定在无冬之夜2一百年后的网络游戏预定在2011年底推出。

## 地理
城市虽然位于费伦寒冷的北方，但从无冬森林经由其间向南流淌的无冬河，受到住在森林附近山下的火元素加热，变得很暖，所以即使是冬天码头都不会被冰冻住。

## 规划
无冬城被划分为五个区域：市中心、乞丐之巢、黑湖区、码头和半岛（监狱区）。每个区域的居民在阶级地位、富裕程度上都有着显著的不同。